# دی-باکس
دی-باکس (انگلیسی: D-Box) شرکت سرگرمی کانادایی است، که در سال ۱۹۹۸ تأسیس شد.